# Hunter McCracken
Hunter McCracken (* in Texas) ist ein US-amerikanischer Schauspieler. Bekanntheit erlangte der Kinderdarsteller durch sein Filmdebüt in The Tree of Life (2011).

## Leben
Hunter McCracken besuchte die Schule im texanischen Clifton, als er beim Spielen auf dem Schulhof entdeckt und für ein Vorsprechen zu Terrence Malicks The Tree of Life (2011) eingeladen wurde. Der Film erzählt die Geschichte von drei Brüdern, die in den 1950er-Jahren im Mittleren Westen der USA aufwachsen und mit unterschiedlichen Lebenseinstellungen ihrer Eltern (gespielt von Jessica Chastain und Brad Pitt) konfrontiert werden.
Am Casting, das ein Jahr in Anspruch nahm, hatten mehr als 10.000 Kinder aus Texas und Oklahoma teilgenommen. Für den Part des ältesten Sohnes Jack, der im Erwachsenenalter von Sean Penn verkörpert wird, entschied man sich zwischen zwölf Kandidaten, die ins texanische Austin eingeladen wurden. McCracken erhielt den Part, während die ebenfalls favorisierten Laramie Eppler und Tye Sheridan seine Brüder spielten. Den Kinddarstellern und ihren Eltern wurde nur die Rahmenhandlung, nicht aber das genaue Drehbuch gezeigt, da sie so natürlich wie möglich agieren sollten. Der als Schauspieler unerfahrene McCracken erhielt großes Lob seitens der Fachkritik. A. O. Scott (The New York Times) stellte die Leistung des Halbwüchsigen über die ebenfalls „außergewöhnlich anmutigen“ Darstellungen von Brad Pitt und Jessica Chastain, während der US-amerikanische Branchendienst Variety ihm ein „hervorragendes Leinwanddebüt“ attestierte bei dem „seine Augen eine traurige Weisheit über seine Jahre hinaus“ widerzuspiegeln scheinen. In Deutschland beeindruckte Spiegel Online ebenfalls die „mit glühendem Blick“ gespielte Leistung des Kinodebütanten. 2012 wurde McCracken gemeinsam mit dem Schauspielensemble von The Tree of Life für den Preis der Central Ohio Film Critics Association nominiert. Ein Jahr zuvor hatte er bereits eine Nominierung für den Chicago Film Critics Association Award als bester Nachwuchsdarsteller erhalten.
Hunter McCracken besuchte Anfang der 2010er-Jahre die Bryson High School in Bryson, Texas. Trotz der großen Aufmerksamkeit, die er für The Tree of Life erhalten hatte, erfolgte danach bislang kein weiterer Filmauftritt des inzwischen erwachsenen McCracken (Stand: April 2023).

## Filmografie
- 2011: The Tree of Life